# Joanna Colibrant

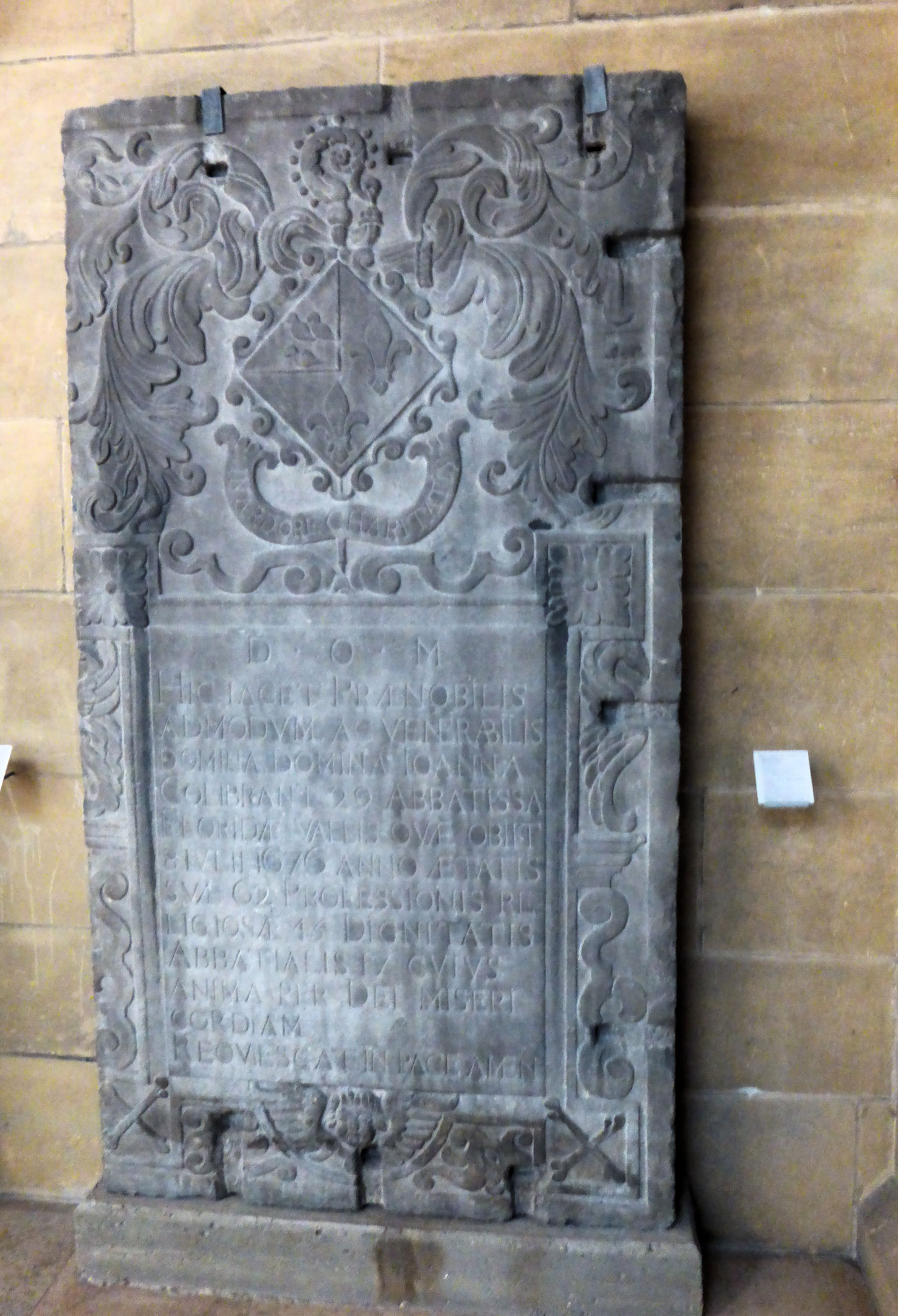
Deksteen uit arduin met wapenschild

Joanna Colibrant (+ 1676) was een abdis van de Abdij van Florival.
Colibrant is geboren in een belangrijke edele familie Colibrant. Ze werd in 1659 verkozen tot 29ste abdis, in opvolging van Catharina Ronsmans (1629–1658), een functie die ze ruim 17 jaar uitvoerde. 
Ze bestelde bij Gaspar de Crayer het altaarstuk "De aanbidding van het kind Jezus door de herders en heiligen". Hier is ze ook op afgebeeld. Haar grafsteen uit arduin met wapenschild is bewaard in het Museum Kunst & Geschiedenis te Brussel.